# Théâtre municipal (Buga)
Pour les articles homonymes, voir Théâtre municipal.
Le Théâtre municipal de Buga, ou théâtre municipal Ernesto Salcedo Ospina, est une salle de spectacles à Buga en Colombie. Il est inauguré en 1922.

## Histoire
La construction du théâtre municipal de Buga est réalisée entre 1916 et 1922, sous les ordres de l'ingénieur Julio Sanclemente Soto. Le théâtre est inauguré le 22 mars 1922. Pouvant accueillir environ 1 000 personnes, son objectif est d'y présenter diverses activités artistiques, théâtrales et musuicales. L'architecture est de type néo-classique républicain. Le théâtre municipal est rénové pour la première fois en 1929 par l'architecte bugueño Enrique Figueroa.
Il est classé monument national colombien depuis 1998 via la résolution no 792 du 3 juillet 1998.